# 9610 Vischer
9610 Vischer è un asteroide della fascia principale. Scoperto nel 1992, presenta un'orbita caratterizzata da un semiasse maggiore pari a 3,1591992 UA e da un'eccentricità di 0,2588236, inclinata di 2,53988° rispetto all'eclittica.